# Кібіткіна Іраїда Вікторівна
Іраї́да Ві́кторівна Кібі́ткіна (нар. 12 вересня 1923, село Великий Мартин, тепер Панінського району Воронезької області, Російська Федерація) — українська радянська діячка, розкрійниця Київської експериментальної взуттєвої фабрики імені 50-річчя Радянської України. Депутат Верховної Ради УРСР 9-го скликання.

## Біографія
Закінчила середню школу у 1941 році.
Учасниця радянсько-німецької війни з 1941. Доглядала за пораненими в госпіталі селища Анна Воронезької області РРФСР. У 1942 році добровільно пішла в Червону армію і всю війну прослужила у військах протиповітряної оборони. Служила на 1-му Українському фронті, де в одній з битв за Київ була тяжко поранена. Працювала у штабі 7-го корпусу протиповітряної оборони (ППО) у місті Києві. Демобілізувалася у жовтні 1945 року.
Член ВКП(б) з 1944 року.
З 1945 р. — комірник тресту «Укрвугілля».
Освіта середня спеціальна. Закінчила Київський технікум легкої промисловості.
З 1950 р. — розкрійниця Київської базової експериментальної взуттєвої фабрики імені 50-річчя Радянської України. Наставниця молоді. Працювала закрійницею модельного взуття на взуттєвій фабриці 37 років, відкроїла за цей час 202 млн 800 тис. пар взуття.
Потім — на пенсії у місті Києві.

## Нагороди
- орден Леніна
- орден Жовтневої Революції
- орден Трудового Червоного Прапора
- орден Вітчизняної війни 1-го ст. (6.11.1985)
- медалі
- лауреат Державної премії Української РСР в галузі науки і техніки (1975)